# Gufunes skulpturpark

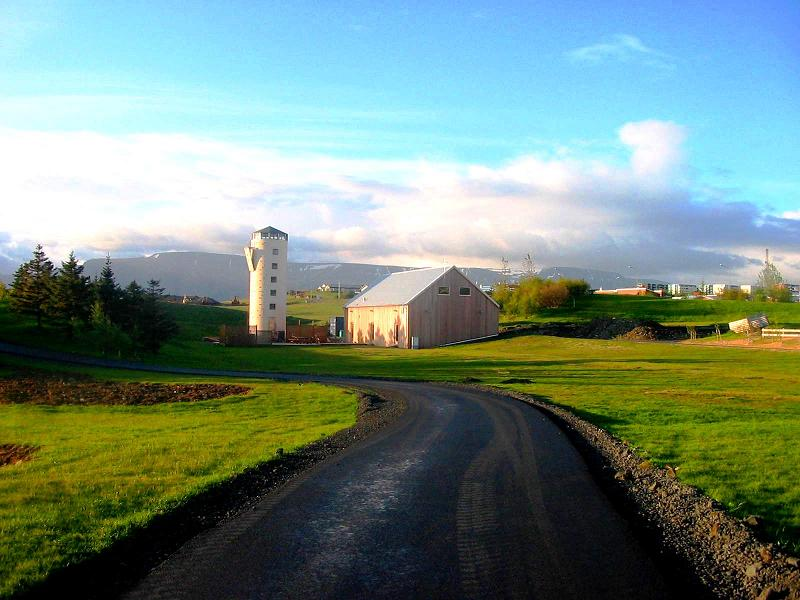
Gufunes

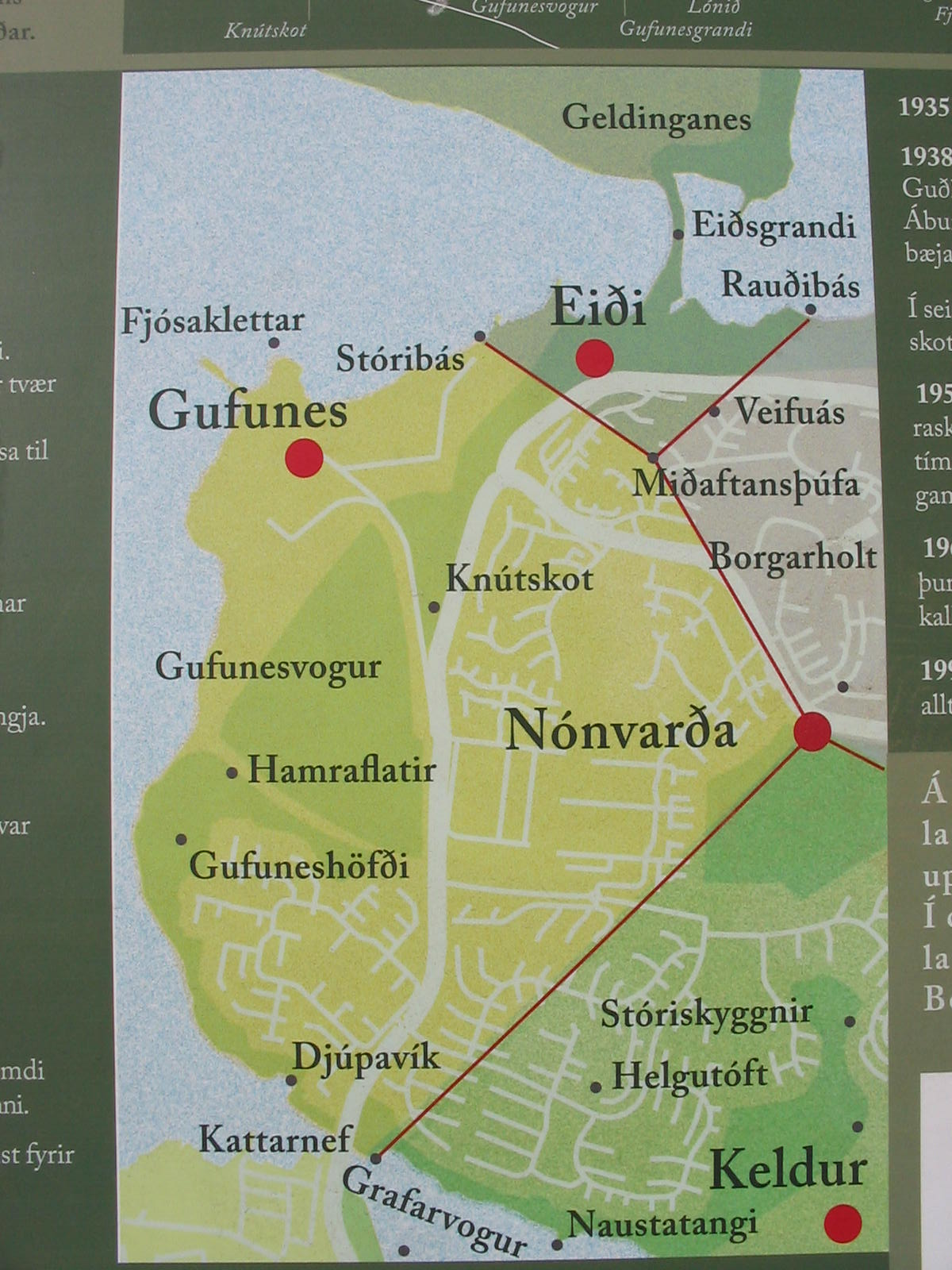
Karta

Gufunes skulpturpark ligger i ett rekreationsområde på halvön Gufunes i Grafarvogur i nordöstra Reykjavik.
Rekreationsområdet ligger på markerna till en tidigare gård. Det finns skriftligt belägg på att det redan omkring 1150 fanns en kyrka i området, som då låg långt utanför bosättningen Reykjavik.
Skulpturparken har ungefär 25 skulpturer av Hallsteinn Sigurðsson.